# Studzienna (Racibórz)

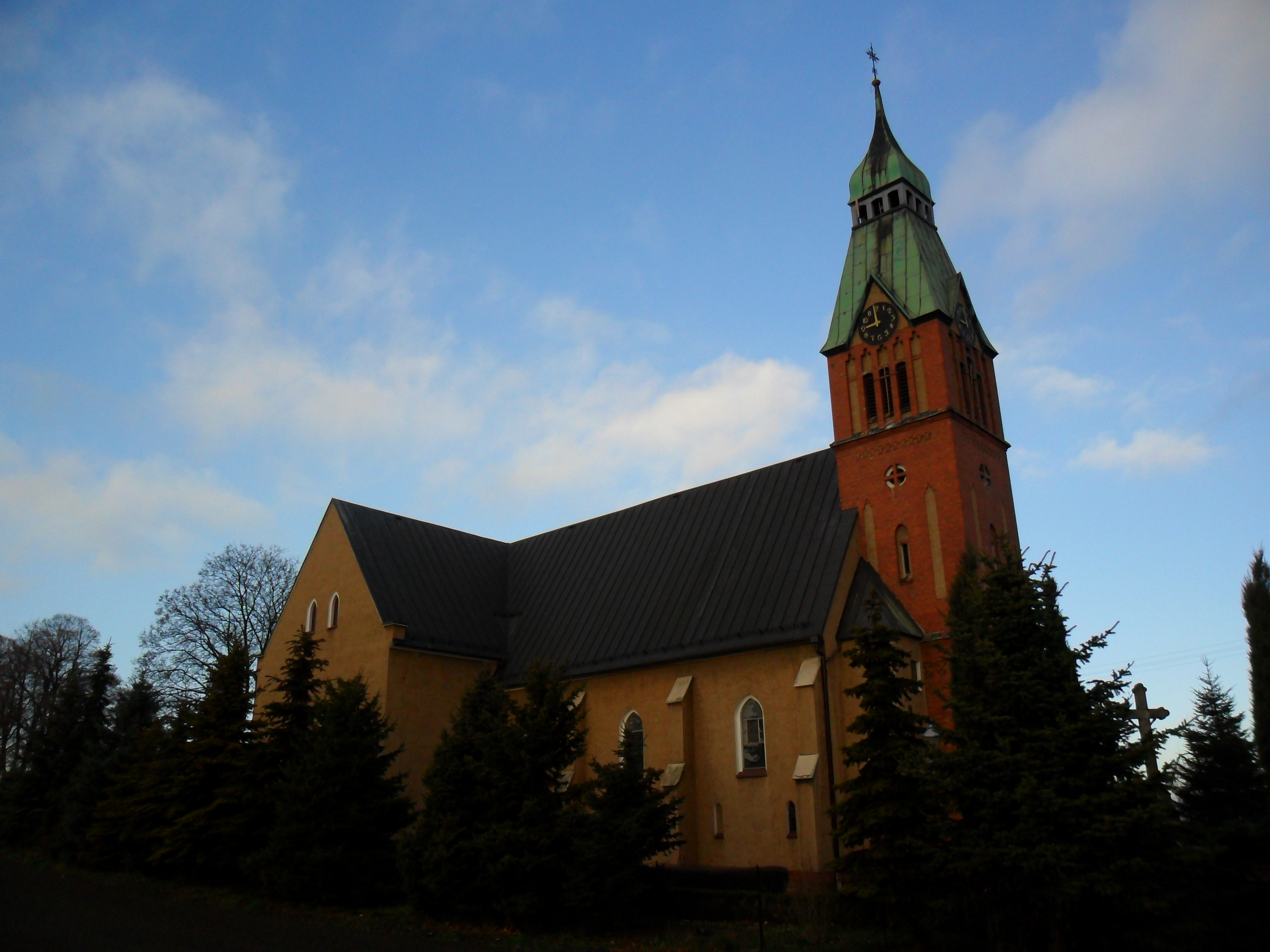
Die Kirche

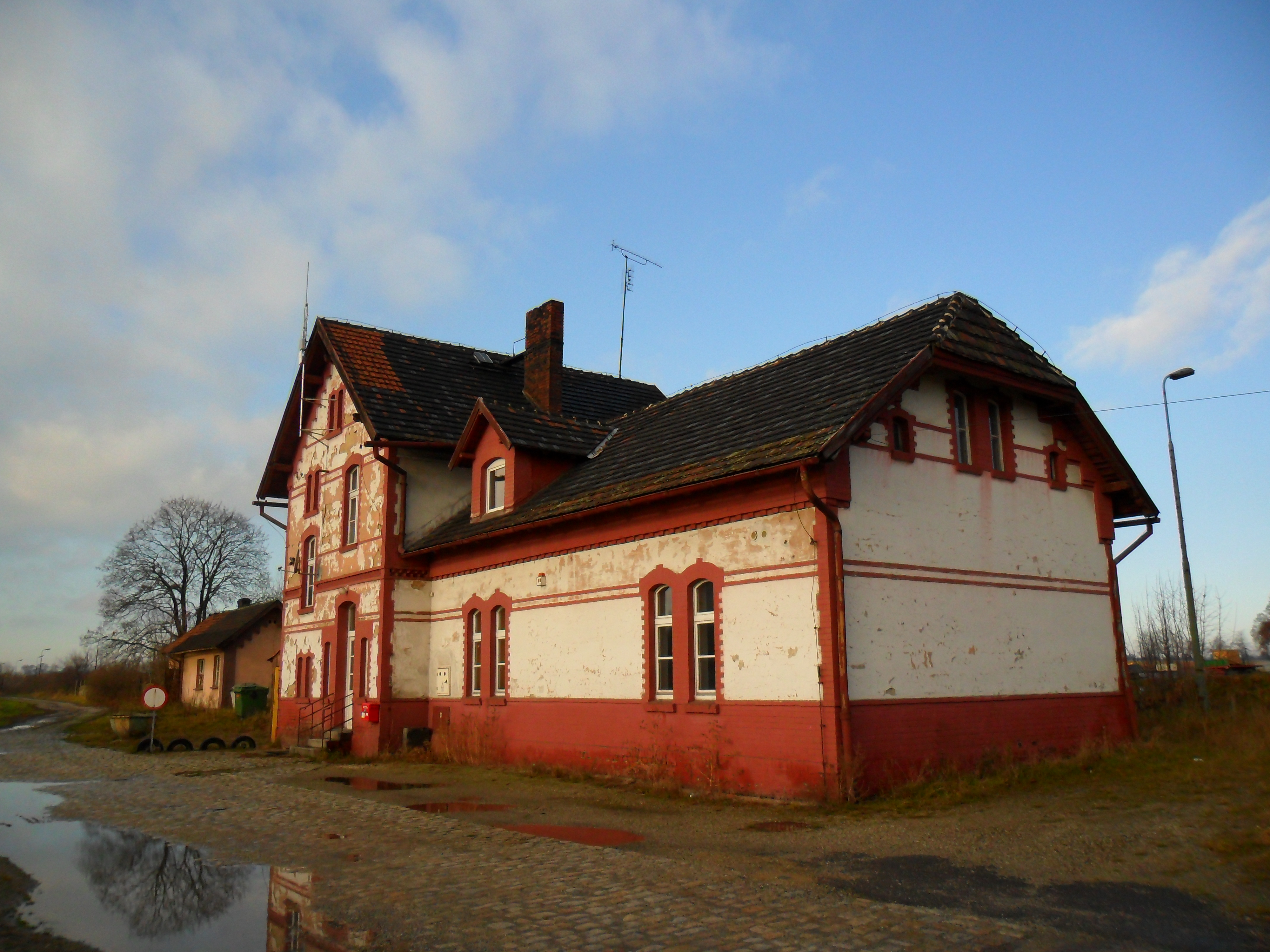
Der ehem. Bahnhof

Studzienna (deutsch Studen) ist ein Stadtteil der Stadt Racibórz (Ratibor) im Powiat Raciborski (Landkreis Ratibor) in der Woiwodschaft Schlesien.

## Geografie
Studzienna befindet sich im Süden von Racibórz. Östlich verläuft die Oder.

## Geschichte
Der Ort entstand spätestens im 13. Jahrhundert und wurde am 14. April 1258 in einem Dokument erstmals urkundlich erwähnt. 1295–1305 ist er im „Liber fundationis episcopatus Vratislaviensis“ (Zehntregister des Bistums Breslau) urkundlich als „Stusona“ verzeichnet.
Für 1818 ist die Schreibweise Studzina belegt. 1865 war Studzienna in „Studzienna-Herzoglich“ und „Studzienna-Adolph“ aufgeteilt. Ursprünglich gehörten beide Teile der fürstlichen Herrschaft, jedoch wurde das größere Studzienna-Adolph der Stadt Ratibor geschenkt. Das herzogliche Studzienna hatte drei Bauern, zwei Halbbauern, vier Gärtner und vier Häusler. Studzienna-Adolph bestand aus einem Rittergut und einem Dorf. Das Rittergut gehörte einem Herrn Jarotzki, der es 1819 von der Kämmerei Ratibor erwarb. 1845 kaufte es der Oberamtmann Adolph, der dem Ort seinen Namen gab. Die Dorfgemeinde hatte zwei Freigüter, neun Bauernstellen, fünf Halbbauernstellen, 19 Gärtnerstellen, 38 Häuslerstellen mit Acker und 22 Häusler ohne Acker sowie eine Schule. In der Nähe befand sich eine Barbarakapelle. 1877 erbaute Nicolaus von Gröling das neogotische Schloss. 1914 erfolgte die Umbenennung in „Studen“.
Bei der Volksabstimmung in Oberschlesien am 20. März 1921 stimmten 689 Wahlberechtigte für einen Verbleib bei Deutschland und 462 für Polen. Studen verblieb beim Deutschen Reich. Zum 1. Januar 1927 wurde der Ort nach Ratibor eingemeindet, davor befand sich der Ort im Landkreis Ratibor. 1936 wurde der Ort in „Ratibor-Süd“ umbenannt. Bis 1945 befand sich der Ort im Stadtkreis Ratibor.
1945 kam der bis dahin deutsche Ort unter polnische Verwaltung und wurde in Studzienna umbenannt und der Woiwodschaft Schlesien angeschlossen. 1950 wurde er in die Woiwodschaft Oppeln und 1975 in die Woiwodschaft Kattowitz eingegliedert. 1999 kam der Ort zum wiedergegründeten Powiat Raciborski und zur neuen Woiwodschaft Schlesien.

## Kultur
Studzienna besitzt eine starke deutsche Minderheit, die als einzige in der Woiwodschaft u. a. über eine zweisprachige Grundschule (Grundschule Nr. 5) verfügt, die sich über die DFK-Ortsgruppe organisiert. Für die Grundschule finden in der Kreuzkirche regelmäßig Gottesdienste in deutscher Sprache statt.

## Sehenswürdigkeiten
- Die katholische Heilig-Kreuz-Kirche
- Das ehemalige Bahnhofsgebäude